# Баян-Овоо (Хэнтий)
Баян-Овоо (монг. Баян-Овоо) — сомон аймака Хэнтий в восточной части Монголии. Численность населения по данным 2010 года составила 1 581 человек.
Центр сомона — посёлок Жавхлант, расположенный в 192 километрах от административного центра аймака — города Ундерхаан и в 463 километрах от столицы страны — Улан-Батора.

## География
Сомон расположен в восточной части Монголии. Граничит с соседними сомонами Батноров, Баянхутаг и Норовлин, а также с двумя соседними аймаками Дорнод и Сухэ-Батор. На территории Баян-Овоо располагается гора Тумэнцогтын Овоо, протекают реки Хэрлэн, Цагаан, Гурний, Жаргалант.

## Климат
Климат резко континентальный. Средняя температура января -20-25 градусов, июля +18-20 градусов. Ежегодная норма осадков 200-300 мм.

## Фауна
Животный мир Баян-Овоо представлен дикими степными кошками (манулами), корсаками, тарбаганами.

## Инфраструктура
В сомоне есть школа, больница, торгов-обслуживающий и культурный центры.

## Известные уроженцы
- Дансранбилэгийн Догсом (1884—1941) —  председатель Президиума Малого хурала МНР (1936—1939).